# 김제 (고려)
김제는 고려의 문신이다. 호는 백암, 시호는 충개이다. 고려 공민왕 때 사람으로 평해군수를 지냈는데, 1391년에 고려가 망하자 "신하는 두 임금을 섬기지 아니한다."는 충정으로 망국을 통탄하다가 처자와 헤어진 뒤 갈대삿갓을 쓰고 기성면 구산리 북쪽 절벽 밑에 다달아 서쪽을 향해 두 번 절하고 통곡한 후 충절시 2수를 지어 놓고 배를 타고 바다로 갔는데, 종적을 알 수 없다고 한다. 그 뒤 정조가 백암의 충의를 가상히 여긴 뒤 손수 초유제문을 지어 좌승지 이익운으로 하여금 구산리 앞바다에 제사를 올리게 하고 백암이 남긴 시 2수를 절벽에 새기게 하였다. 이 시가 새겨진 바위를 도해암이라고 하는데, 구산리 방파제 축조공사 때 이 절벽을 폭파하여 흔적이 사라졌다가 1985년에 와서 다른 암벽에 충절시가 새겨졌다. 백암의 후손인 선산 김씨들이 선조의 성적을 기리고자 이룩함이라 할 수 있다.